# Maximus van Hispania
Maximus (?-412 of 420) was een Romeinse usurpator. Als tegenkeizer van Honorius en Constantijn III (zelf ook een usurpator) regeerde hij in Spanje van 409 tot 412 en mogelijk ook tussen 419 en 420. 

## Opkomst
Maximus was mogelijk een familielid van Gerontius, een generaal van Constantijn III die in Spanje zijn keizerschap steunde. In 409 keert Gerontius zich tegen Constantijn en benoemde Maximus tot Augustus in Tarraco. Volgens Thompson kregen zij daarbij de steun van de Hispano-Romeinse elite en de barbaarse groepen (vooral Vandalen en Alanen) die hun machtspositie wilde legitimeren. Met de barbaren werden verdragen gesloten die hen vestigingsgebieden toekenden in Spanje. Gerontius trok vervolgens met het leger naar Gallië om het bewind van Constantijn omver te werpen.

## Val van Maximus
Gerontius werd tegen het einde van de zomer in 411 bij Arles verslagen door Constantius III, dan nog een generaal onder Honorius. Toen Maximus van deze nederlaag hoorde zocht hij steun bij de Germaanse volken, die sinds enkele jaren  daarvoor in Spanje waren gearriveerd. Volgens Prosper trad hij pas af het jaar daarop als keizer Hij werd afgezet nadat zijn soldaten hem hadden verlaten. Hierna werd er niets meer vernomen van Maximus.

## Wederopstanding of een nieuwe Maximus
Hydatius meldt in zijn Chronicum het bestaan van een nieuwe usurpator Maximus.
«"Maximus iterum in Hispaniis a barbaris creatus, nihil actum est.“ (vertaling: Maximus werd opnieuw in Hispania door de barbaren tot keizer uitgeroepen, maar er werd niets bereikt) « Hydatius, Chroncon s.a. 419

De tekst is uiterst summier en vermeldt geen activiteiten van deze Maximus, ook geeft het geen informatie over zijn val of dood. De context wijst erop dat deze usurpatie plaatsvond te midden van aanhoudende conflicten tussen Romeinse autoiteiten, locale facties en barbaarse groepen.
Sommige historici hebben opgemerkt dat het wel eens dezelfde Maximus kan zijn, omdat Hydatius geen sterfdatum noemt. Bury suggereert deze mogelijkheid, maar geeft tevens toe dat de bronnen onvoldoende zijn. 
De meeste historici (vanaf ca. 1980) gaan er vanuit dat dit een andere persoon was dan de eerste Maximus. Doorslaggevend daarbij is het tijdsverloop tussen de twee periodes, al wordt de mogelijkheid ook weer niet helemaal uitgesloten. 

### Rol en einde
De rol van deze tweede Maximus is marginaal geweest. Hij werd door barbaarse groepen (Vandalen en Alanen) tot keizer uitgeroepen en oefende slechts regionaal, vermoedelijk alleen in Gallaecia gezag uit. Kulikowski neemt aan dat hij door Asterius gevangen werd genomen tijdens diens campagne in Hispania. Hoewel een directe getuigenis niet is overgeleverd gaan historici ervan uit dat hij hetzelfde lot onderging als de andere usurpators en geëlimineerd werd in Ravenna.